# Anilda Leão
Anilda Leão (Maceió, 15 de julho de 1923 - Maceió, 6 de janeiro de 2012) foi uma poeta, escritora, militante feminista, atriz e cantora brasileira.

## Biografia
Escreveu textos para diversas publicações alagoanas, como as revistas Caetés e Mocidade e os jornais Jornal de Alagoas e Gazeta de Alagoas.
Num evento organizado pela Federação Alagoana pelo Progresso Feminino, em 1950, apresentou-se pela primeira vez como cantora. Passou então a militar pelos direitos das mulheres, tendo participado do Congresso Mundial de Mulheres realizado em 1963 em Moscou, como representante da Federação Alagoana pelo Progresso Feminino.
Em 1953, chocou a sociedade alagoana ao se casar com o jornalista e escritor Carlos Moliterno, que era desquitado. Na época, ainda não existia divórcio no Brasil.
Escrevia poemas desde os 13 anos de idade, mas só em 1961 publicou o seu primeiro livro, Chão de Pedras. Em 1973 escreveu um volume de contos, Riacho seco, com o qual conquistou o Prêmio Graciliano Ramos da Academia Alagoana de Letras.
Como atriz, trabalhou nos seriados Lampião e Maria Bonita e Órfãos da Terra (1970),e nos filmes "By by Brasil", Memórias do cárcere (1984) e Deus é brasileiro (2002), além de "Tana's Take", de Almir Guilhermino e outras produções locais.
Morreu aos 88 anos, de infecção generalizada, depois de mais de um mês de internação num hospital por causa de uma fratura no fêmur.

## Obras publicadas
- Chão de Pedras (1961), poesia
- Chuvas de Verão (1974), poesia
- Poemas marcados (1978), poesia
- Riacho Seco (1980), contos
- Círculo Mágico (e outros nem tanto) (1993), poesia
- Olhos Convexos (1989), crônicas
- Eu em Trânsito (2003), memórias[4]